# Magyar Tannyelvű Tanítóképző Kar
A Magyar Tannyelvű Tanítóképző Kar (röviden: MTTK)(szerb nyelven: Učiteljski fakultet na mađarskom nastavnom jeziku)  2006-ban nyitotta meg kapuit az Újvidéki Egyetem 14. Karaként Szerbiában, Szabadkán. A Kar kínálatában 4 alapképzés és 2 mesterképzés szerepel. A képzés nyelve magyar.

## Történet
A szabadkai tanítóképzés történetének gazdag hagyománya van, amely a 18. század végéig nyúlik vissza. A Mária Terézia által kiadott Ratio Educationis alapján 1777-ben indult meg a tanítóképzés, amely akkortájt még csak tanítói tanfolyamokból állt. Később, a 19. században, az újabb mérföldkövet a kiegyezés (1867) jelentette, ugyanis azt követően az Eötvös-féle Népoktatási törvény már korszerű tanítóképzést látott elő, s állami tanítóképzők felállítását. Akkortájt (a budai tanítóképző mellett) a második Szabadkán nyílt meg, 1871-ben. Ezt az évet tekintjük a korszerű tanítóképzés és egyben a tanítóképzés kezdetének. Jogi értelemben 1871. május 14-én alapozták meg, amikor a Vallási és Közoktatási Minisztérium 10 940-es számú rendeletében hivatalosan is tájékoztatta Szabadka város vezetőségét, hogy az országgyűlés határozata alapján öt tanítóképzőt fognak felállítani, ebből egyet Szabadkán. A szabadkai Tanítóképző egy mára már lebontott, bérelt épületben, az egykori Gombkötő utca 83-as (a mai Petar Drapišin) szám alatt 1871. november 25-én nyitotta meg kapuit. Az intézmény megnyitásakor a diákok többsége Szabadkáról és környékéről, illetve az egykori Bács-Bodrog vármegyéből származott, idővel azonban a Monarchia egész területéről érkeztek ide diákok. Oktatásuk költségeit az állam és a szülők közösen állták.
Ilyen előzmények után a tanítóképzésnek a 20. században is gazdag, figyelmet érdemlő fejlődésvonulata volt, s a 21. század elején, pontosabban 2006-ban, új körülmények közepette, új, fontos fejezet vette kezdetét: szabadkai székhellyel, az Újvidéki Egyetem 14. karaként, megalakult a Magyar Tannyelvű Tanítóképző Kar. Ennek is hosszú és szövevényes a története: valamivel korábban, sok viszontagság árán, beindult egy magyar tagozat a Zombori Tanítóképző Karon, pár évre rá egy kihelyezett magyar Tagozat Szabadkán.
Végül 2006. január 31-én megalakult az MTTK, s első dékánját 2006. július 6-án nevezték ki, Káich Katalin professzor asszony személyében. Eleinte meg kellett birkózni a kezdeti nehézségekkel: épületfelújítással, infrastrukturális problémákkal, káderügyekkel, felszerelésbeszerzéssel stb. A Sárga ház felújítását a város vállalta, míg a felszerelését szerbiai és magyarországi pénzelésből oldották meg.
Az évek során folyamatosan bővült az oktatásra szánt területek száma. A 2017-től 2022-ig tartó nagyobb építkezés  során végül sikerült az egész épületet felújítani a hatalmas magyarországi pályázati támogatásoknak köszönhetően, amelyek mellett szerbiai forrásokat is biztosítottak. Mindezeknek köszönhetően épült ki az új könyvtár, az amfiteátrum, több tanterem és iroda, különböző közösségi tér, a torna és informatikaterem stb.
A Kar újjászületett épületének átadóján Novák Katalin magyar államfő is beszédet mondott.

## Dékánok
- Káich Katalin 2006−2012
- Takács Márta 2012−2014
- Lepeš Josip 2014−2017
- Ivanović Josip 2017–2023
- Pintér Krekić Valéria 2023–

## Képzések

### Alapképzés (4 év)
- Okleveles tanító
- Okleveles óvodapedagógus
- Okleveles kommunikátor
- Nevelő

### Mesterképzések (1 év)
- Mester-tanító
- Mester-óvodapedagógus
- Mester-kommunikátor

## Kiadói tevékenység
A katalógus megtekinthető itt.
Tudományos folyóiratok: Évkönyv, Módszertani közlöny

## Konferenciák
A Magyar Tannyelvű Tanítóképző Kar 2006 óta szervez nemzetközi konferenciát:
- Nemzetközi tudományos konferencia
- Nemzetközi módszertani konferencia
- IKT az oktatásban konferencia

Előző konferenciák tanulmánygyűjteményei megtekinthetők itt.

## MTTK a világhálón
- Facebook
- Youtube
- Twitter
- Instagram